# Onthophagus rugosipennis
Onthophagus rugosipennis é uma espécie de inseto do género Onthophagus, família Scarabaeidae, ordem Coleoptera.
Foi descrita cientificamente por Frey em 1973.